# Список символов штата Миннесота
В список включены 18 официальныx символов штата Миннесота, США. Самый первый символ — девиз L’Étoile du Nord (Северная звезда). Он был выбран в 1861 году, вскоре после того, как Миннесота стала 32-м штатом США. Позже в том же году была выбрана и печать штата. После этого новые официальные символы не создавались до 1945 года, когда «Hail! Minnesota» стала официальным гимном штата. Сморчок стал официальным символом в 1984 году. Миннесота стала первым штатом, принявшим официальным символом гриб. При активном участии школьников были приняты четыре символа: Маффин с черникой (выпечка) в 1988, Данаида монарх (бабочка) в 2000, Яблоко Honeycrisp (фрукт) в 2006, хоккей на льду (вид спорта) в 2009. Последним символом была выбрана почва Lester в 2012 году.
| Тип                | Символ                             | Дата избрания | Изображение |
| ------------------ | ---------------------------------- | ------------- | ----------- |
| Флаг               | Флаг Миннесоты                     | 1957          |             |
| Печать             | Печать Миннесоты                   | 1861          |             |
| Девиз              | L’Étoile du Nord (Северная звезда) | 1861          |             |
| Гимн               | «Hail! Minnesota»                  | 1945          |             |
| Бабочка            | Данаида монарх                     | 2000          |             |
| Птица              | Темноклювая гагара                 | 1961          |             |
| Рыба               | Светлопёрый судак                  | 1965          |             |
| Дерево             | Сосна смолистая                    | 1953          |             |
| Цветок             | Cypripedium reginae                | 1967          |             |
| Злак               | Цицания водная                     | 1977          |             |
| Фрукт              | Яблоко Honeycrisp (Malus pumila)   | 2006          |             |
| Гриб               | Сморчок съедобный                  | 1984          |             |
| Драгоценный камень | Агат Верхнего озера                | 1969          |             |
| Напиток            | Молоко                             | 1984          |             |
| Выпечка            | Маффин с черникой                  | 1988          |             |
| Фотография         | Грейс (фото)                       | 2002          |             |
| Вид спорта         | Хоккей с шайбой                    | 2009          |             |
| Почва              | Lester                             | 2012          |             |